# Болезнь Меньера
Болезнь Меньера — негнойное заболевание внутреннего уха, характеризующееся увеличением объёма эндолимфы (лабиринтной жидкости) и повышением внутрилабиринтного давления (эндолимфатический гидропс), в результате чего возникают рецидивирующие приступы прогрессирующей глухоты (чаще односторонней), шума в ушах, системного головокружения, нарушения равновесия и вегетативных расстройств.
Болезнь была впервые изучена французским врачом Проспером Меньером (1799—1862). Относится к редким заболеваниям, согласно данным разных авторов, частота заболевания варьирует от 20 до 200 случаев на 100 000 населения. В тех случаях, когда предполагается вторичный характер эндолимфатического гидропса, в непосредственной связи с другим заболеванием, традиционно используется термин «синдром Меньера».
Болезнью Меньера страдают преимущественно представители европеоидной расы. Средний возраст больных колеблется от 20 до 50 лет, но
болезнь может встречаться и у детей. Несколько чаще заболевание встречается у лиц интеллектуального труда и у жителей крупных городов. Этиология заболевания до конца не выяснена.

## Этиология
Причины появления данного заболевания до конца не изучены, однако, наиболее часто предполагают следующие:
- ангионевроз;
- вегетативную дистонию;
- нарушение обмена эндолимфы и ионного баланса внутрилабиринтных жидкостей;
- вазомоторные и нервно-трофические расстройства;
- инфекцию и аллергию;
- нарушение питания, витаминного и водного обмена.
- "Гаванский синдром"

## Симптоматика
Дебютировать болезнь Меньера может как с вестибулярных, так и со слуховых (снижение слуха, заложенность уха, ушной шум) симптомов. В первые 2—3 года заболевания тугоухость может быть преходящей с практически полным восстановлением слуха в межприступном периоде. С годами слух постепенно снижается, вплоть до полной глухоты.
Основные симптомы:
- периодические приступы системного головокружения;
- расстройство равновесия (больной не может ходить, стоять и даже сидеть);
- тошнота, рвота;
- усиленное потоотделение;
- понижение, редко повышение, артериального давления, побледнение кожных покровов;
- звон, шум в ушах (тиннитус);
- нарушение координации.

Обычно течение болезни Меньера непредсказуемо: симптомы болезни могут ухудшиться, либо постепенно уменьшиться, либо остаться без изменения.
У больных, страдающих болезнью Меньера, со временем могут появиться и другие проявления. Приступы головокружения постепенно могут ухудшиться и стать чаще, в результате чего больной лишается трудоспособности, не может нормально водить автомобиль и заниматься другой физической активностью. Больные вынуждены постоянно быть дома. Нарушение слуха становится постоянным. У некоторых больных развивается глухота на стороне поражения. Проявления тиннитуса также могут со временем ухудшиться. Также отмечается переход патологического процесса с одного уха на другое. В таком случае может даже развиться полная глухота.
В то же время отмечаются случаи, когда заболевание постепенно самостоятельно проходит и больше никогда не рецидивирует. Некоторые пациенты, страдающие болезнью Меньера, отмечают, что через 7—10 лет у них постепенно уменьшаются проявления головокружений, приступы появляются реже. У некоторых больных эти проявления могут даже полностью пройти. Кроме того, симптомы тиннитуса так же могут полностью пройти, а слух нормализоваться.

## Лечение
Лечение болезни Меньера проводится по двум направлениям: купирование острого приступа и профилактика новых приступов

Все существующие в настоящее время способы и методы лечения направлены на облегчение переносимости больными приступов головокружения, но не изменяют значительно течение процесса и не предотвращают развитие тугоухости. Однако индивидуальная, подбираемая с учётом сопутствующих заболеваний терапия может замедлить развитие тугоухости, уменьшить выраженность ушного шума, уменьшить частоту и выраженность головокружения..

### Лечение острого приступа
Госпитализация обычно не требуется, исключая случаи обильной рвоты с обезвоживанием. Для купирования приступа используются седативные препараты (диазепам), средства, улучшающие мозговое кровообращение, дегидратационные средства. В остром периоде целесообразно вводить препараты парентерально или в свечах. Некоторые эксперты рекомендуют проведение заушных новокаиновых блокад.

### Медикаментозная профилактика приступов
Лечение в межприступном периоде (поддерживающая терапия) должно быть комплексным и активным. Применяются средства, направленные на все стороны патологического процесса:
- мочегонные средства (диуретики) с целью уменьшения накопления во внутреннем ухе жидкости (эндолимфатический гидропс).
- бетагистина дигидрохлорид — гистаминоподобный препарат, действует на кохлеарный кровоток, а также центральный и периферический вестибулярный аппарат, уменьшает интенсивность и длительность головокружений, делает их более редкими[3].
- препараты, улучшающие мозговое кровообращение (циннаризин);
- кортикостероиды, с целью уменьшить воспаление внутреннего уха.

### Немедикаментозное лечение
- Снижение потребления соли для уменьшения количества жидкости во внутреннем ухе.
- Ограничение употребления алкоголя, курения табака и приёма кофеина, а также стрессов и любых состояний, провоцирующих приступы.
- Реабилитационная гимнастика[9] для тренировки чувства равновесия помогает 70-80 % пациентов улучшить хронические симптомы[10].
- Химическая абляция лабиринта — применяется в тяжёлых случаях выраженного головокружения, которое не устраняется медикаментозными средствами. Состоит во введении в барабанную полость ототоксичных антибиотиков, таких как гентамицин. В результате уменьшается выработка эндолимфы клетками внутреннего уха и патологическая импульсация со стороны пораженного лабиринта. Приступы головокружений прекращаются в 90 % случаях, риск снижения слуха составляет примерно 15 %.[источник не указан 2807 дней]

Щадящие хирургические операции:
- хирургическое дренирование эндолимфатического мешка — применяется при неэффективности консервативного лечения симптомов болезни Меньера и сохранном слухе с пораженной стороны; цель — уменьшить давление в эндолимфатическом пространстве, уменьшить проявления болезни, не повреждая при этом структуру поражённого уха;
- саккулотомия — декомпрессивная операция на сферическом мешочке;
- пересечение вестибулярного нерва с целью прекращения афферентной импульсации, что способствует исчезновению вестибулярных расстройств;
- лазеродеструкция горизонтального полукружного канала — позволяет добиться избавления от приступов головокружения в ближайшие и отдалённые сроки, сохранить слух и задержать развитие гидропического процесса в другом ухе при одностороннем процессе[11].

При безуспешности щадящих видов хирургических вмешательств проводят такие деструктивные операции как:
- лабиринтэктомия,
- кохлеосаккулотомия,
- вестибулярная нейрэктомия.

Операции на автономной нервной системе и перерезка сухожилий мышц барабанной полости малоэффективны, а декомпрессивные и деструктивные хирургические вмешательства, как правило, приводят к глухоте на оперированное ухо и возобновлению приступов головокружений в отдалённые сроки в связи с фиброзным заращением созданных соустий. Деструктивные операции на преддверноулитковом нерве выполняются в отделениях нейрохирургии.